# Finsko na Zimních olympijských hrách 1952
Finsko na Zimních olympijských hrách 1952 v Oslu reprezentovalo 63 sportovců, z toho 58 mužů a 5 žen. Nejmladším účastníkem byl Erkki Hytönen (18 let, 264 dní), nejstarší pak Eero Salisma (35 let, 61 dní). Reprezentanti vybojovali 9 medailí, z toho 3 zlaté, 4 stříbrné a 2 bronzové.

## Medailisté
| Medaile | Jméno                                                | Sport              | Disciplína               |
| ------- | ---------------------------------------------------- | ------------------ | ------------------------ |
| Zlato   | Veikko Hakulinen                                     | Běh na lyžích      | Muži 50 km               |
| Zlato   | Heikki Hasu Urpo Korhonen Paavo Lonkila Tapio Mäkelä | Běh na lyžích      | Muži - štafeta 4 x 10 km |
| Zlato   | Lydia Widemanová                                     | Běh na lyžích      | Ženy 10 km               |
| Stříbro | Tapio Mäkelä                                         | Běh na lyžích      | Muži 18 km               |
| Stříbro | Eero Kolehmainen                                     | Běh na lyžích      | Muži 50 km               |
| Stříbro | Mirja Hietamiesová                                   | Běh na lyžích      | Ženy 10 km               |
| Stříbro | Heikki Hasu                                          | Severská kombinace | Muži - jednotlivci       |
| Bronz   | Paavo Lonkila                                        | Běh na lyžích      | Muži 18 km               |
| Bronz   | Siiri Rantanen                                       | Běh na lyžích      | Ženy 10 km               |